# Елефантина
Елефантина (стгрч. Ἐλεφαντίνη, арап. الفنتين) је острво на реци Нил, испод првог катаракта. Правцем север-југ дугачко је 1,2 километра, док је на најширем месту широко 400 метара. Острво чини део данашњег града Асуан.
На Елефантини постоје велике количине црвеног гранита који је у Старом Египту био веома цењен. Фараони су га користили за своје грађевинске пројекте. У то доба Елефантина је била стратешко место на граници између Египта и Нубије. Древно име Елефантине било је Абу. По египатској митологији у пећинама испод острва био је дом бога Хнума који је контролисао водопаде и воде Нила. Богови Хнум, Сатис и Анукет су били поштовани у храмовима на острву, као „Елефантинска тријада богова“.